# 県轄市
県轄市（けんかつし、繁体字中国語: 縣轄市、拼音: xiànxiáshì、注音: ㄒㄧㄢˋ ㄒㄧㄚˊ ㄕˋ）は、中華民国が台湾において実施している行政区分の一つ。日本統治時代に設置された市の一部が、鎮より重要性が高いものの省轄市（現在の市）の基準に達しないことから、1946年に新たな行政区分として設けられた。

直轄市
市
県轄市
鎮
郷
山地郷

## 法の規定
2015年6月に改正された地方制度法では、人口が10万以上50万未満、商工業が発達し独自財政が充実、さらに交通や公共設備が完備された地区に県轄市を設けると規定している。このほか同法公布以前の「台湾省各県市実施地方自治実施綱要」の1981年の改定によって、県政府の所在地であれば人口が15万未満でも県轄市への昇級が認められた。馬公市、新営市、太保市がその例である。嘉義県政府は太保市にあるが、朴子鎮に県議会が設置されたことから、地元の要求により特例として朴子市の県轄市昇格が認められた。なお県政の中心地を県轄市に改めることができる条項は、現在では地方制度法から削除されている。

## 行政
日本の市役所に相当する市公所は地方自治団体の公法人と規定され、市長は公選とされている。将来は県政府の出先機関に改められ、市長公選が停止されることもあり得る。県轄市の下には里が設けられ、里長は住民による選挙により選出される。市長、里長とも任期は4年である。

## 現況
2015年10月5日現在、台湾では14の県轄市が設けられている。多くの県では1市しか設置されていないが、嘉義県・彰化県・苗栗県には2市が設置されている。金門県と連江県には設置されていない。
彰化県彰化市が人口23.4万人を数え、人口が最多の県轄市である。逆に嘉義県太保市は人口が3.6万人で、人口が最少の県轄市となっている。2015年現在、人口10万に近い郷・鎮として南投県草屯鎮（9.9万）、新竹県竹東鎮（9.6万）、彰化県和美鎮（9.1万）、花蓮県吉安郷（8.3万）がある。

## 沿革

直轄市市轄区
直轄市山地原住民区
市市轄区
県轄市
鎮
郷
山地郷

2010年の直轄市昇格以前
直轄市市轄区
市市轄区
県轄市
鎮
郷
山地郷

| 日時           | 増加内容                               | 減少内容 | 総数 |
| -------------- | -------------------------------------- | --- | ---- |
| 1946年1月      | 花蓮市 宜蘭市                          | | 2    |
| 1950年8月16日  | 嘉義市（省轄市から降格）               | | 3    |
| 1951年12月1日  | 新竹市 彰化市 屏東市（省轄市から降格） | | 6    |
| 1962年4月1日   | 三重市                                 | | 7    |
| 1962年7月1日   | 中壢市                                 | | 8    |
| 1971年1月25日  | 桃園市                                 | | 9    |
| 1972年7月1日   | 板橋市 鳳山市                          | | 11   |
| 1976年1月1日   | 台東市                                 | | 12   |
| 1976年3月1日   | 豊原市                                 | | 13   |
| 1979年1月1日   | 中和市 永和市                          | | 15   |
| 1980年1月15日  | 新荘市 新店市                          | | 17   |
| 1981年12月25日 | 苗栗市 南投市 斗六市 新営市 馬公市     | | 22   |
| 1982年7月1日   |                                        | 新竹市 嘉義市（省轄市に昇格） | 20   |
| 1988年10月31日 | 竹北市                                 | | 21   |
| 1991年7月1日   | 太保市                                 | | 22   |
| 1992年3月1日   | 平鎮市                                 | | 23   |
| 1992年9月10日  | 朴子市                                 | | 24   |
| 1993年5月1日   | 永康市                                 | | 25   |
| 1993年6月26日  | 土城市                                 | | 26   |
| 1993年11月1日  | 大里市                                 | | 27   |
| 1995年1月1日   | 八徳市                                 | | 28   |
| 1996年8月1日   | 太平市                                 | | 29   |
| 1997年10月6日  | 蘆洲市                                 | | 30   |
| 1999年7月1日   | 汐止市                                 | | 31   |
| 1999年10月4日  | 樹林市                                 | | 32   |
| 2010年8月1日   | 楊梅市                                 | | 33   |
| 2010年12月25日 |                                        | 台北県の直轄市昇格に伴い、板橋市 三重市 中和市 永和市 新荘市 新店市 土城市 蘆洲市 樹林市 汐止市が市轄区に改組。 台中県の合併および直轄市昇格に伴い、豊原市 大里市 太平市が市轄区に改組。 台南県の合併および直轄市昇格に伴い、新営市 永康市が市轄区に改組。 高雄県の合併および直轄市昇格に伴い、鳳山市が市轄区に改組。 | 17   |
| 2014年6月3日   | 蘆竹市                                 | | 18   |
| 2014年12月25日 |                                        | 桃園県の直轄市昇格に伴い、桃園市 中壢市 平鎮市 八徳市 楊梅市 蘆竹市が市轄区に改組。 | 12   |
| 2015年8月8日   | 員林市                                 | | 13   |
| 2015年10月5日  | 頭份市                                 | | 14   |